# Na krilima ljubavi (2014.)
Na krilima ljubavi (Flying Home), belgijsko-njemački film iz 2014. godine. Film je romantična drama.

## Sažetak
Jose Pauwels ima flamanskog goluba pismonošu kojeg želi kupiti šeik iz Dubaija, a vlasnik Jose Pauwels još uvijek nije zainteresiran za prodaju goluba. Da bi sklopio posao šeik posluje preko američkog posrednika Colina. Joseova unuka Isabelle zainteresirana je za Colina.